# Weltcup der Nordischen Kombination 2023/24
Der Weltcup der Nordischen Kombination 2023/24 war die in der Wintersportsaison 2023/24 wichtigste vom Weltskiverband FIS ausgetragene Wettkampfserie in der Nordischen Kombination. Bei den Herren begann die Saison am 24. November 2023 in Ruka und endete am 17. März 2024 in Trondheim. Bei den Damen wurde zum vierten Mal eine Wettkampfserie ausgetragen. Ihre Saison begann am 1. Dezember 2023 in Lillehammer und endete ebenfalls am 17. März 2024 in Trondheim.
Bei den Herren ging erstmals Johannes Lamparter als Titelverteidiger in die Saison, während bei den Frauen Gyda Westvold Hansen die Vorsaison dominierte. Unterhalb des Weltcups war der Continental Cup der Nordischen Kombination 2023/24 als zweithöchste Wettkampfserie des Winters angesiedelt. 
Den Gesamtweltcup der Herren gewann zum fünften Mal in seiner Karriere Jarl Magnus Riiber sowie erstmals Ida Marie Hagen bei den Frauen.

## Austragungsorte
Im Wesentlichen war der Wettkampfkalender von Kontinuität geprägt. Das Weltcupfinale fand an den umgebauten Anlagen in Trondheim statt, was somit auch eine Generalprobe für die Nordischen Skiweltmeisterschaften 2025 war. Dort wurde auch der einzige Mixedwettbewerb ausgetragen.
Da weder Olympische Spiele noch Nordische Skiweltmeisterschaften im Winter 2023/24 angesetzt waren, gab es kein klares Saisonhighlight für die Athleten. Der Weltcup wurde dementsprechend ohne wesentliche Unterbrechungen durchgeführt und war die wichtigste sportliche Vergleichsmöglichkeit.

## Neuerungen
Bei den Damen sollte in der neuen Saison teilweise die Laufstrecke im klassischen Gundersen-Wettkampfformat auf 7,5 km angehoben werden, wobei die 5 km weiterhin möglich waren und auch hauptsächlich gelaufen wurden. Zudem wurde ein sogenanntes „Individual Compact“-Format eingeführt, für das auch eine kleine Kristallkugel vergeben wurde. Hierbei soll auf den Sprung ein Lauf mit fixen Zeitabständen von sechs Sekunden pro Läufer folgen. Ferner wurde die Vergabe der Weltcuppunkte verändert. Im neuen Punktsystem erhalten die besten 40 anstellte der besten 30 Athleten eines Wettkampfes Punkte.
| Platz  | Platz  | 1   | 2  | 3  | 4  | 5  | 6  | 7  | 8  | 9  | 10 | 11 | 12 | 13 | 14 | 15 | 16 | 17 | 18 | 19 | 20 | 21 | 22 | 23 | 24 | 25 | 26 | 27 | 28 | 29 | 30 | 31 | 32 | 33 | 34 | 35 | 36 | 37 | 38 | 39 | 40 |
| Einzel | Einzel | 100 | 90 | 80 | 70 | 60 | 55 | 52 | 49 | 46 | 43 | 40 | 38 | 36 | 34 | 32 | 30 | 28 | 26 | 24 | 22 | 20 | 19 | 18 | 17 | 16 | 15 | 14 | 13 | 12 | 11 | 10 | 9  | 8  | 7  | 6  | 5  | 4  | 3  | 2  | 1  |

## Herren

### Weltcup-Übersicht
| Datum                  | Austragungsort | Disziplin                      | Sieger                                      | Zweiter                                           | Dritter                                   | Gelbes Trikot      |
| ---------------------- | -------------- | ------------------------------ | ------------------------------------------- | ------------------------------------------------- | ----------------------------------------- | ------------------ |
| Ruka Tour              |                |                                |                                             |                                                   |                                           |                    |
| 24.11.2023             | Ruka           | HS 142 / 7,5 km Compact        | Jens Lurås Oftebro                          | Jarl Magnus Riiber                                | Jørgen Graabak                            | Jens Lurås Oftebro |
| 25.11.2023             | Ruka           | HS 142 / 10 km Gundersen       | Jarl Magnus Riiber                          | Johannes Lamparter                                | Jørgen Graabak                            | Jarl Magnus Riiber |
| 26.11.2023             | Ruka           | 10 km Massenstart / HS 142     | Jarl Magnus Riiber                          | Johannes Lamparter                                | Stefan Rettenegger                        | Jarl Magnus Riiber |
| Gesamtwertung          | Gesamtwertung  | Gesamtwertung                  | Jarl Magnus Riiber                          | Johannes Lamparter                                | Jørgen Graabak                            | Jarl Magnus Riiber |
| 02.12.2023             | Lillehammer    | HS 98 / 10 km Gundersen        | Jarl Magnus Riiber                          | Jens Lurås Oftebro                                | Jørgen Graabak                            | Jarl Magnus Riiber |
| 03.12.2023             | Lillehammer    | HS 138 / 10 km Gundersen       | Jarl Magnus Riiber                          | Johannes Lamparter                                | Jørgen Graabak                            | Jarl Magnus Riiber |
| 15.12.2023             | Ramsau         | 10 km Massenstart / HS 98      | Johannes Lamparter                          | Jarl Magnus Riiber                                | Manuel Faißt                              | Jarl Magnus Riiber |
| 16.12.2023             | Ramsau         | HS 98 / 7,5 km Compact         | Johannes Lamparter                          | Jarl Magnus Riiber                                | Stefan Rettenegger                        | Jarl Magnus Riiber |
| German Trophy          |                |                                |                                             |                                                   |                                           | Jarl Magnus Riiber |
| 13.01.2023             | Oberstdorf     | HS 106 / 10 km Gundersen       | Jarl Magnus Riiber                          | Johannes Lamparter                                | Stefan Rettenegger                        | Jarl Magnus Riiber |
| 14.01.2023             | Oberstdorf     | HS 106 / 7,5 km Compact        | Jarl Magnus Riiber                          | Stefan Rettenegger                                | Manuel Faißt                              | Jarl Magnus Riiber |
| 27.01.2024             | Schonach       | HS 100 / 10 km Gundersen       | Jarl Magnus Riiber                          | Stefan Rettenegger                                | Jørgen Graabak                            | Jarl Magnus Riiber |
| 28.01.2024             | Schonach       | HS 100 / 10 km Gundersen       | Jarl Magnus Riiber                          | Jørgen Graabak                                    | Stefan Rettenegger                        | Jarl Magnus Riiber |
| Gesamtwertung          | Gesamtwertung  | Gesamtwertung                  | Jarl Magnus Riiber                          | Stefan Rettenegger                                | Jørgen Graabak                            | Jarl Magnus Riiber |
| Nordic Combined Triple |                |                                |                                             |                                                   |                                           | Jarl Magnus Riiber |
| 02.02.2024             | Seefeld        | HS 109 / 7,5 km Gundersen      | Jarl Magnus Riiber                          | Jørgen Graabak                                    | Johannes Lamparter                        | Jarl Magnus Riiber |
| 03.02.2024             | Seefeld        | HS 109 / 10 km Gundersen       | Jarl Magnus Riiber                          | Jørgen Graabak                                    | Jens Lurås Oftebro                        | Jarl Magnus Riiber |
| 04.02.2024             | Seefeld        | HS 109 / 12,5 km Gundersen     | Jarl Magnus Riiber                          | Jørgen Graabak                                    | Stefan Rettenegger                        | Jarl Magnus Riiber |
| 09.02.2024             | Otepää         | 10 km Massenstart / HS 97      | Jarl Magnus Riiber                          | Kristjan Ilves                                    | Johannes Lamparter                        | Jarl Magnus Riiber |
| 10.02.2024             | Otepää         | HS 97 / 10 km Gundersen        | Jarl Magnus Riiber                          | Kristjan Ilves                                    | Johannes Lamparter                        | Jarl Magnus Riiber |
| 11.02.2024             | Otepää         | HS 97 / 10 km Gundersen        | Jarl Magnus Riiber                          | Stefan Rettenegger                                | David Mach                                | Jarl Magnus Riiber |
| 02.03.2024             | Lahti          | HS 130 / 2 × 7,5 km Teamsprint | Norwegen IJens Lurås Oftebro Jørgen Graabak | Österreich IStefan Rettenegger Johannes Lamparter | Deutschland IIManuel Faißt Vinzenz Geiger | Jarl Magnus Riiber |
| 03.03.2024             | Lahti          | HS 130 / 10 km Gundersen       | Johannes Lamparter                          | Stefan Rettenegger                                | Kristjan Ilves                            | Jarl Magnus Riiber |
| 09.03.2024             | Oslo           | HS 134 / 10 km Gundersen       | Jarl Magnus Riiber                          | Johannes Lamparter                                | Stefan Rettenegger                        | Jarl Magnus Riiber |
| 10.03.2024             | Oslo           | HS 134 / 10 km Gundersen       | Jarl Magnus Riiber                          | Johannes Lamparter                                | Kristjan Ilves                            | Jarl Magnus Riiber |
| 17.03.2024             | Trondheim      | HS 138 / 10 km Gundersen       | Johannes Lamparter                          | Stefan Rettenegger                                | Kristjan Ilves                            | Jarl Magnus Riiber |

### Wertungen
| Rang | Name                 | Punkte |
| ---- | -------------------- | ------ |
| 01.  | Jarl Magnus Riiber   | 1870   |
| 02.  | Stefan Rettenegger   | 1530   |
| 03.  | Johannes Lamparter   | 1456   |
| 04.  | Jørgen Graabak       | 1350   |
| 05.  | Kristjan Ilves       | 1207   |
| 06.  | Jens Lurås Oftebro   | 1005   |
| 07.  | Manuel Faißt         | 0946   |
| 08.  | Johannes Rydzek      | 0932   |
| 09.  | Thomas Rettenegger   | 0877   |
| 10.  | Eero Hirvonen        | 0868   |
| 11.  | Vinzenz Geiger       | 0811   |
| 12.  | Julian Schmid        | 0800   |
| 13.  | Ilkka Herola         | 0745   |
| 14.  | Terence Weber        | 0738   |
| 15.  | Franz-Josef Rehrl    | 0683   |
| 16.  | Martin Fritz         | 0653   |
| 17.  | Lukas Greiderer      | 0634   |
| 18.  | David Mach           | 0579   |
| 19.  | Mattéo Baud          | 0530   |
| 20.  | Espen Bjørnstad      | 0521   |
| 21.  | Ryōta Yamamoto       | 0467   |
| 22.  | Akito Watabe         | 0460   |
| 23.  | Samuel Costa         | 0400   |
| 24.  | Wendelin Thannheimer | 0395   |

| Rang | Name                | Punkte |
| ---- | ------------------- | ------ |
| 25.  | Niklas Malacinski   | 0333   |
| 26.  | Espen Andersen      | 0318   |
| 27.  | Ben Loomis          | 0302   |
| 28.  | Simen Tiller        | 0289   |
| 29.  | Aaron Kostner       | 0280   |
| 30.  | Stephen Schumann    | 0192   |
| 31.  | Kasper Moen Flatla  | 0188   |
| 32.  | Raffaele Buzzi      | 0146   |
| 33.  | Aleksander Skoglund | 0128   |
| 34.  | Laurent Muhlethaler | 0127   |
| 35.  | Vid Vrhovnik        | 0123   |
| 36.  | Mario Seidl         | 0118   |
| 37.  | Andreas Skoglund    | 0117   |
| 38.  | Perttu Reponen      | 0116   |
| 39.  | Yoshito Watabe      | 0112   |
| 40.  | Fabio Obermeyr      | 0105   |
| 41.  | Marco Heinis        | 0103   |
| 42.  | Sora Yachi          | 0101   |
| 43.  | Arttu Mäkiaho       | 0094   |
| 44.  | Wille Karhumaa      | 0067   |
| 45.  | Otto Niittykoski    | 0064   |
| 46.  | Florian Kolb        | 0062   |
| 47.  | Tristan Sommerfeldt | 0058   |
| 48.  | Jakob Lange         | 0053   |

| Rang | Name                  | Punkte |
| ---- | --------------------- | ------ |
| 49.  | Paul Walcher          | 0047   |
| 50.  | Jan Vytrval           | 0036   |
| 51.  | Maël Tyrode           | 0036   |
| 52.  | Iacopo Bortolas       | 0035   |
| 53.  | Gašper Brecl          | 0034   |
| 54.  | Antoine Gérard        | 0033   |
| 55.  | Grant Andrews         | 0027   |
| 56.  | Manuel Einkemmer      | 0026   |
| 57.  | Jiří Konvalinka       | 0023   |
| 58.  | Kodai Kimura          | 0022   |
| 59.  | Yūya Yamamoto         | 0017   |
| 60.  | Jens Dahlseide Kvamme | 0012   |
| 61.  | Marius Solvik         | 0012   |
| 62.  | Domenico Mariotti     | 0012   |
| 63.  | Gael Blondeau         | 0011   |
| 64.  | Pascal Müller         | 0011   |
| 65.  | Christian Frank       | 0008   |
| 66.  | Fabian Rießle         | 0008   |
| 67.  | Torje Seljeset        | 0005   |
| 68.  | Sebastian Østvold     | 0003   |
| 69.  | Jonas Fischbacher     | 0002   |
| 70.  | Simon Mach            | 0002   |
| 71.  | Rasmus Ähtävä         | 0001   |

| Rang | Name               | Punkte |
| ---- | ------------------ | ------ |
| 01.  | Österreich         | 6545   |
| 02.  | Norwegen           | 6218   |
| 03.  | Deutschland        | 5630   |
| 04.  | Finnland           | 2131   |
| 05.  | Japan              | 1327   |
| 06.  | Estland            | 1207   |
| 07.  | Italien            | 1023   |
| 08.  | Vereinigte Staaten | 0978   |
| 09.  | Frankreich         | 0940   |
| 10.  | Slowenien          | 0207   |
| 11.  | Tschechien         | 0059   |
| 12.  | Schweiz            | 0011   |

| Rang | Land               | Punkte |
| ---- | ------------------ | ------ |
| 01.  | Jarl Magnus Riiber | 280    |
| 02.  | Stefan Rettenegger | 219    |
| 03.  | Johannes Rydzek    | 200    |
| 04.  | Manuel Faißt       | 181    |
| 05.  | Jens Lurås Oftebro | 170    |
| 06.  | Jørgen Graabak     | 166    |
| 07.  | Johannes Lamparter | 155    |
| 08.  | Kristjan Ilves     | 153    |
| 09.  | Eero Hirvonen      | 138    |
| 10.  | Terence Weber      | 124    |

| Rang | Land               | Punkte |
| ---- | ------------------ | ------ |
| 01.  | Jarl Magnus Riiber | 1830   |
| 02.  | Johannes Lamparter | 1546   |
| 03.  | Thomas Rettenegger | 1413   |
| 04.  | Stefan Rettenegger | 1348   |
| 05.  | Franz-Josef Rehrl  | 1221   |
| 06.  | Kristjan Ilves     | 1200   |
| 07.  | Jørgen Graabak     | 0995   |
| 08.  | Ryōta Yamamoto     | 0969   |
| 09.  | Terence Weber      | 0939   |
| 10.  | Martin Fritz       | 0921   |

| Rang | Land               | Punkte |
| ---- | ------------------ | ------ |
| 01.  | Vinzenz Geiger     | 1645   |
| 02.  | Jens Lurås Oftebro | 1310   |
| 03.  | Eero Hirvonen      | 1191   |
| 04.  | Ilkka Herola       | 1156   |
| 05.  | Johannes Rydzek    | 1153   |
| 06.  | Jørgen Graabak     | 1152   |
| 07.  | Manuel Faißt       | 0986   |
| 08.  | Julian Schmid      | 0946   |
| 09.  | Jarl Magnus Riiber | 0854   |
| 10.  | Stefan Rettenegger | 0854   |

## Damen

### Weltcup-Übersicht
| Datum         | Austragungsort | Disziplin                 | Sieger               | Zweiter              | Dritter              | Gelbes Trikot        |
| ------------- | -------------- | ------------------------- | -------------------- | -------------------- | -------------------- | -------------------- |
| 01.12.2023    | Lillehammer    | HS 98 / 5 km Gundersen    | Gyda Westvold Hansen | Ida Marie Hagen      | Mari Leinan Lund     | Gyda Westvold Hansen |
| 02.12.2023    | Lillehammer    | HS 98 / 5 km Gundersen    | Gyda Westvold Hansen | Ida Marie Hagen      | Mari Leinan Lund     | Gyda Westvold Hansen |
| 15.12.2023    | Ramsau         | HS 98 / 5 km Gundersen    | Gyda Westvold Hansen | Ida Marie Hagen      | Minja Korhonen       | Gyda Westvold Hansen |
| 16.12.2023    | Ramsau         | HS 98 / 5 km Compact      | Ida Marie Hagen      | Gyda Westvold Hansen | Lisa Hirner          | Gyda Westvold Hansen |
| German Trophy |                |                           |                      |                      |                      | Gyda Westvold Hansen |
| 13.01.2024    | Oberstdorf     | HS 106 / 5 km Gundersen   | Mari Leinan Lund     | Ida Marie Hagen      | Gyda Westvold Hansen | Gyda Westvold Hansen |
| 14.01.2024    | Oberstdorf     | HS 106 / 5 km Compact     | Ida Marie Hagen      | Gyda Westvold Hansen | Mari Leinan Lund     | Gyda Westvold Hansen |
| 27.01.2024    | Schonach       | HS 100 / 4 km Gundersen   | Mari Leinan Lund     | Ida Marie Hagen      | Nathalie Armbruster  | Ida Marie Hagen      |
| 28.01.2024    | Schonach       | HS 100 / 8 km Gundersen   | Ida Marie Hagen      | Mari Leinan Lund     | Gyda Westvold Hansen | Ida Marie Hagen      |
| Gesamtwertung | Gesamtwertung  | Gesamtwertung             | Ida Marie Hagen      | Mari Leinan Lund     | Gyda Westvold Hansen | Ida Marie Hagen      |
| 02.02.2024    | Seefeld        | HS 109 / 5 km Gundersen   | Ida Marie Hagen      | Mari Leinan Lund     | Nathalie Armbruster  | Ida Marie Hagen      |
| 03.02.2024    | Seefeld        | HS 109 / 5 km Compact     | Ida Marie Hagen      | Gyda Westvold Hansen | Nathalie Armbruster  | Ida Marie Hagen      |
| 09.02.2024    | Otepää         | 5 km Massenstart / HS 97  | Gyda Westvold Hansen | Ida Marie Hagen      | Mari Leinan Lund     | Ida Marie Hagen      |
| 10.02.2024    | Otepää         | HS 97 / 5 km Gundersen    | Ida Marie Hagen      | Haruka Kasai         | Gyda Westvold Hansen | Ida Marie Hagen      |
| 11.02.2024    | Otepää         | HS 97 / 5 km Gundersen    | Ida Marie Hagen      | Mari Leinan Lund     | Gyda Westvold Hansen | Ida Marie Hagen      |
| 07.03.2024 1  | Oslo           | HS 106 / 5 km Gundersen   | Ida Marie Hagen      | Mari Leinan Lund     | Gyda Westvold Hansen | Ida Marie Hagen      |
| 17.03.2024    | Trondheim      | HS 100 / 7,5 km Gundersen | Ida Marie Hagen      | Lisa Hirner          | Gyda Westvold Hansen | Ida Marie Hagen      |

### Wertungen
| Rang | Name                 | Punkte |
| ---- | -------------------- | ------ |
| 01.  | Ida Marie Hagen      | 1440   |
| 02.  | Gyda Westvold Hansen | 1280   |
| 03.  | Mari Leinan Lund     | 1044   |
| 04.  | Haruka Kasai         | 0969   |
| 05.  | Nathalie Armbruster  | 0928   |
| 06.  | Lisa Hirner          | 0751   |
| 07.  | Jenny Nowak          | 0749   |
| 08.  | Léna Brocard         | 0653   |
| 09.  | Yuna Kasai           | 0603   |
| 10.  | Maria Gerboth        | 0587   |
| 11.  | Daniela Dejori       | 0569   |
| 12.  | Anju Nakamura        | 0562   |
| 13.  | Marte Leinan Lund    | 0503   |
| 14.  | Annika Malacinski    | 0499   |

| Rang | Name               | Punkte |
| ---- | ------------------ | ------ |
| 15.  | Minja Korhonen     | 0445   |
| 16.  | Svenja Würth       | 0445   |
| 17.  | Annalena Slamik    | 0400   |
| 18.  | Veronica Gianmoena | 0396   |
| 19.  | Joanna Kil         | 0330   |
| 20.  | Sana Azegami       | 0316   |
| 21.  | Alexa Brabec       | 0311   |
| 22.  | Claudia Purker     | 0286   |
| 23.  | Silva Verbič       | 0216   |
| 24.  | Hanna Midtsundstad | 0205   |
| 25.  | Ronja Loh          | 0155   |
| 26.  | Sophia Maurus      | 0129   |
| 27.  | Anne Häckel        | 0111   |
| 28.  | Teja Pavec         | 0108   |

| Rang | Name              | Punkte |
| ---- | ----------------- | ------ |
| 29.  | Heta Hirvonen     | 0096   |
| 30.  | Ema Volavšek      | 0089   |
| 31.  | Greta Pinzani     | 0070   |
| 32.  | Tereza Koldovská  | 0063   |
| 33.  | Mille Marie Hagen | 0059   |
| 34.  | Ingrid Låte       | 0039   |
| 35.  | Lumia Nurmela     | 0039   |
| 36.  | Magdalena Burger  | 0038   |
| 37.  | Laura Pletz       | 0033   |
| 38.  | Clara Mentil      | 0026   |
| 39.  | Tia Malovrh       | 0019   |
| 40.  | Romane Baud       | 0013   |
| 40.  | Nora Helene Evans | 0013   |

| Rang | Land               | Punkte |
| ---- | ------------------ | ------ |
| 01.  | Norwegen           | 4783   |
| 02.  | Deutschland        | 3292   |
| 03.  | Japan              | 2574   |
| 04.  | Österreich         | 1672   |
| 05.  | Italien            | 1135   |
| 06.  | Vereinigte Staaten | 0810   |
| 07.  | Frankreich         | 0690   |
| 08.  | Finnland           | 0656   |
| 09.  | Slowenien          | 0482   |
| 10.  | Polen              | 0330   |
| 11.  | Tschechien         | 0063   |

| Rang | Name                | Punkte |
| ---- | ------------------- | ------ |
| 01.  | Ida Marie Hagen     | 300    |
| 02.  | Gyda W. Hansen      | 270    |
| 03.  | Nathalie Armbruster | 195    |
| 04.  | Haruka Kasai        | 182    |
| 05.  | Marte Leinan Lund   | 176    |
| 06.  | Daniela Dejori      | 150    |
| 07.  | Anju Nakamura       | 144    |
| 08.  | Mari Leinan Lund    | 132    |
| 09.  | Lisa Hirner         | 129    |
| 10.  | Jenny Nowak         | 129    |

| Rang | Name                | Punkte |
| ---- | ------------------- | ------ |
| 01.  | Gyda W. Hansen      | 1344   |
| 02.  | Mari Leinan Lund    | 1128   |
| 03.  | Ida Marie Hagen     | 1099   |
| 04.  | Haruka Kasai        | 0994   |
| 05.  | Svenja Würth        | 0859   |
| 06.  | Jenny Nowak         | 0815   |
| 07.  | Lisa Hirner         | 0778   |
| 07.  | Nathalie Armbruster | 0770   |
| 08.  | Léna Brocard        | 0699   |
| 10.  | Maria Gerboth       | 0670   |

| Rang | Name                | Punkte |
| ---- | ------------------- | ------ |
| 01.  | Ida Marie Hagen     | 1490   |
| 02.  | Nathalie Armbruster | 1148   |
| 03.  | Gyda W. Hansen      | 0930   |
| 04.  | Marte Leinan Lund   | 0838   |
| 05.  | Daniela Dejori      | 0824   |
| 06.  | Anju Nakamura       | 0813   |
| 07.  | Haruka Kasai        | 0690   |
| 08.  | Mari Leinan Lund    | 0664   |
| 09.  | Lisa Hirner         | 0657   |
| 10.  | Jenny Nowak         | 0628   |

## Mixed

### Weltcup-Übersicht
| Datum      | Austragungsort | Disziplin                     | Sieger                                                                        | Zweiter                                                                     | Dritter                                                                 |
| ---------- | -------------- | ----------------------------- | ----------------------------------------------------------------------------- | --------------------------------------------------------------------------- | ----------------------------------------------------------------------- |
| 16.03.2024 | Trondheim      | HS 100 / 2 × 5 km, 2 × 2,5 km | NorwegenJens Lurås Oftebro Gyda Westvold Hansen Ida Marie Hagen Jørgen Gråbak | ÖsterreichStefan Rettenegger Lisa Hirner Annalena Slamik Johannes Lamparter | DeutschlandManuel Faißt Nathalie Armbruster Jenny Nowak Johannes Rydzek |